# Alcoleja
Alcoleja è un comune spagnolo situato nella Comunità Valenciana.

## Storia

### Simboli
Lo stemma è stato approvato il 26 luglio 1994.
Vi è rappresentata la torre municipale a fianco del simbolo di san Vincenzo Ferreri, patrono del paese.